# Церква Пресвятої Трійці (Бережани)
Церква Пресвятої Трійці — культова споруда у місті Бережанах Тернопільської області, пам'ятка архітектури національного значення. Розташована на площі Ринок напроти ратуші. Єдиний храм у Західній Україні, збережений у межах ринкової площі. Споруджена у 1768 році, перебудована в 1893—1903.

## Історія
Перебудована в 1893—1903 рр.: зведені притвор із двома баштами на фасаді і купол, бічні нави розділені на два яруси.
Належить греко-католицькій громаді міста.
Метричні книги з церкви зберігаються у Державному архіві Тернопільської області. Зберігаються відомості про народження парафіян церкви з 1843 до 1878 років.

## Архітектура

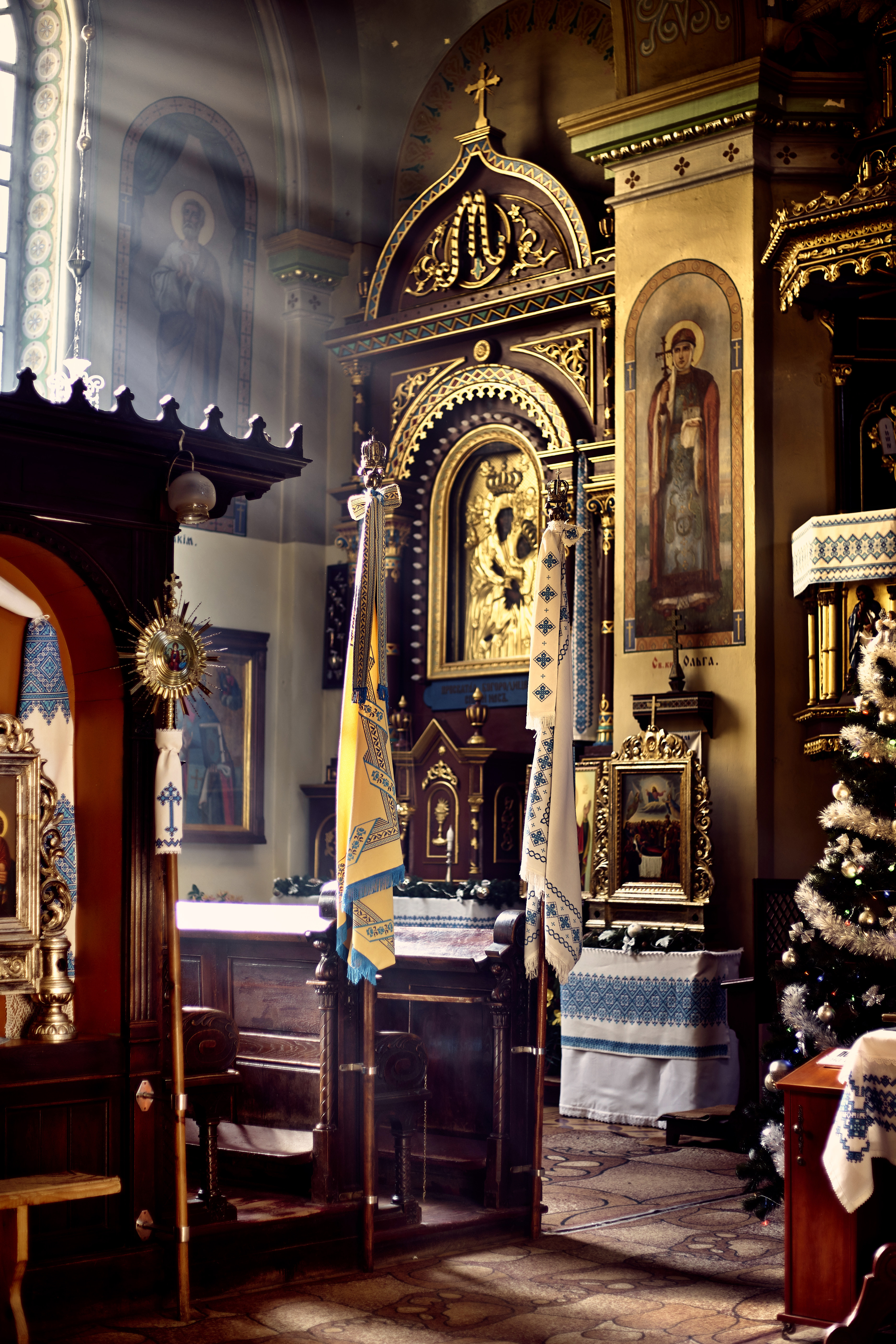
Інтер'єр церкви

Будова цегляна, прямокутна у плані, тринавна, однокупольна з гранованою апсидою. Притвор увінчаний двома одноярусними восьмигранними баштами-дзвіницями. Композиція головного фасаду пам'ятки витримана і симетрична, в декорі використані стилізовані форми рококо. Вхід оформлений двома колонами іонічного ордеру, що несуть високий антаблемент. Цоколі колон поставлені під кутом до фасаду, створюють зігнуту конфігурацію порталу. Будівля розчленована пілястрами і декорована ліпленням рослинного орнаменту. Нави перекриті хрестовими зведеннями, апсида — зімкнутими, ребра зведень — профільовані. Бічні нави мають верхній ярус хорів (до трансепту), що виходить у центральну наву арочними отворами і балюстрадою.